# Vadim Lazebnyji
Vadim Lazebnyji, (ryska: Вадим Лазебный; kyrkslaviska: Вадї́мъ Лазебный) född som Vladimir Anatoljevitj Lazebnyj (Влади́мир Анатольевич Лазебный) den 14 oktober 1954 i Gubkin, Belgorod oblast, dåvarande Sovjetunionen, är en rysk-ortodox biskop som för närvarande (april 2025) är den styrande metropoliten för Jaroslavls stift.

## Biografi
Lazebnyj föddes i en arbetarklassfamilj.
Mellan åren 1972 och 1977 var han student vid Odessas teologiska seminarium. Mellan 1974 och 1976 tjänstgjorde han i Sovjetunionens väpnade styrkor. 1977 började han studera vid Moskvas teologiska akademi.
Den 17 april 1978 blev Lazebnyj vigd till diakon. Den 11 april 1979 utnämndes han till munk av ärkebiskop Vladimir av Dmitrov. Den 11 april 1980 vigdes han till hieromunk.
1981 tog han examen från Moskvas teologiska akademi. Mellan oktober 1981 och augusti 1984 var han präst i Allhelgonakyrkan i Kursk.
I augusti 1984 utnämndes han till kyrkoherde i Alexander Nevskij-kyrkan i Stary Oskol.
Mellan februari och oktober 1985 var han sekreterare i Irkutsks stiftsadministration.
Mellan november 1985 och juli 1988 var han kyrkoherde i Sankt Nikolaus kyrka i Vladivostok.
1987 blev han abbot och året efter upphöjdes han till arkimandrit.
Mellan juli 1988 och januari 1990 var han bland annat sekreterare för Irkutsks stiftsförvaltning och kyrkoherde i Heliga korsets upphöjelses kyrka i Irkutsk.
I januari 1990 utnämndes han till biskop av Irkutsk stift, genom ett dekret från Rysk-ortodoxa kyrkans heliga synod. Den 4 februari ägde hans biskopsvigning rum.
Under några månader under 1990 styrde han samtidigt Novosibirsks stift. Mellan den 31 januari och den 21 april 1991 styrde han tillfälligt Magadans och Sinegorjes stift. Chabarovsks stift styrde han mellan med den 31 januari och 27 december 1991.
Den 21 april 1994 bestämdes det att Lazebnyj ska bära titeln "Irkutsk och Angarsk".
Mellan den 6 oktober 1999 och den 30 januari 2000 styrde han temporärt Tjitas stift. Den 25 februari samma år upphöjdes han till ärkebiskop.
Den 6 oktober 2011 blev han chef för Irkutsks metropol och fram till den 2 december 2013 var han tillfällig administratör för Sajansks stift. Den 8 oktober 2011 upphöjdes han till metropolit av Rysk-ortodoxa kyrkans patriark, Kirill av Moskva och hela Ryssland.
Sedan den 26 december 2019 har Lazebnyj varit chef för Jaroslavls metropol samt metropolit för Jaroslavls stift.